# Atari Stacy
Atari STacy (STacy) је био преносиви рачунар, производ фирме Атари (Atari) који је почео да се израђује у САД током 1989. године.
Користио је Motorola MC 68000 као централни микропроцесор а RAM меморија рачунара STacy је имала капацитет од 1 MB (до 4 MB). 
Као оперативни систем кориштен је TOS + GEM.

## Детаљни подаци
Детаљнији подаци о рачунару STacy су дати у табели испод.
|                       |                                    |
| [ 1 ]                 |                                    |
| Произвођач            | Атари                              |
| Тип                   | преносиви рачунар                  |
| Меморија              | 1 (до 4 MB)                        |
| Поријекло             | Сједињене Америчке Државе          |
| Година                | 1989                               |
| Тастатура             | Тастатура са пуним помаком тастера |
| Процесор              |                                    |
| Фреквенција процесора | 8                                  |
| RAM                   | 1 (до 4 MB)                        |
| ROM                   | 192                                |
| Текст                 | 40 x 25 / 80 x 25                  |
| Графика               | 640 x 400                          |
| Боја                  | монохроматски                      |
| Звук                  | 3 канала, 8 октава                 |
| Димензије             | 13,3 x 15 x 13,3 инча / 15,2 фунти |
| Портови               |                                    |
| Оперативни систем     |                                    |